# Тетон-Вілледж (Вайомінг)
Тетон-Вілледж (англ. Teton Village) — переписна місцевість (CDP) в США, в окрузі Тетон штату Вайомінг. Населення — 517 осіб (2020).

## Географія
Тетон-Вілледж розташований за координатами 43°35′35″ пн. ш. 110°50′39″ зх. д. / 43.59306° пн. ш. 110.84417° зх. д. (43.593138, -110.844112).  За даними Бюро перепису населення США в 2010 році переписна місцевість мала площу 12,85 км², уся площа — суходіл.

### Клімат
Громада знаходиться у зоні, котра характеризується континентальним субарктичним кліматом. Найтепліший місяць — липень із середньою температурою 16.1 °C (61 °F). Найхолодніший місяць — січень, із середньою температурою -10.3 °С (13.4 °F).
| Клімат Тетон-Вілледжа   | Клімат Тетон-Вілледжа | Клімат Тетон-Вілледжа | Клімат Тетон-Вілледжа | Клімат Тетон-Вілледжа | Клімат Тетон-Вілледжа | Клімат Тетон-Вілледжа | Клімат Тетон-Вілледжа | Клімат Тетон-Вілледжа | Клімат Тетон-Вілледжа | Клімат Тетон-Вілледжа | Клімат Тетон-Вілледжа | Клімат Тетон-Вілледжа | Клімат Тетон-Вілледжа |
| Показник                | Січ.                  | Лют.                  | Бер.                  | Квіт.                 | Трав.                 | Черв.                 | Лип.                  | Серп.                 | Вер.                  | Жовт.                 | Лист.                 | Груд.                 | Рік                   |
| Абсолютний максимум, °C | 10                    | 12,8                  | 17,2                  | 25,6                  | 31,1                  | 32,8                  | 36,1                  | 36,1                  | 31,1                  | 27,8                  | 19,4                  | 11,7                  | 36,1                  |
| Середній максимум, °C   | −3,4                  | −0,5                  | 4,1                   | 9,6                   | 16,1                  | 21,5                  | 26,9                  | 26,1                  | 20,6                  | 13,2                  | 3,5                   | −3,1                  | 11,2                  |
| Середня температура, °C | −10,3                 | −8,2                  | −3,5                  | 2,1                   | 7,7                   | 12,2                  | 16,1                  | 15,2                  | 10,4                  | 4,2                   | −3,3                  | −9,9                  | 2,7                   |
| Середній мінімум, °C    | −17,3                 | −15,9                 | −11,1                 | −5,4                  | −0,7                  | 2,9                   | 5,3                   | 4,2                   | 0,1                   | −4,9                  | −10,2                 | −16,7                 | −5,8                  |
| Абсолютний мінімум, °C  | −43,3                 | −41,1                 | −31,7                 | −23,3                 | −13,9                 | −6,7                  | −3,3                  | −5,6                  | −12,8                 | −19,4                 | −30                   | −41,7                 | −43,3                 |
| Норма опадів, мм        | 66                    | 48                    | 40                    | 38                    | 48                    | 45                    | 30                    | 34                    | 37                    | 37                    | 55                    | 65                    | 541                   |
| Днів з опадами          | 16                    | 13                    | 11                    | 9                     | 12                    | 11                    | 8                     | 9                     | 8                     | 8                     | 12                    | 14                    | 131                   |
| ----------------------- | --------------------- | --------------------- | --------------------- | --------------------- | --------------------- | --------------------- | --------------------- | --------------------- | --------------------- | --------------------- | --------------------- | --------------------- | --------------------- |
| Джерело: Weatherbase    |                       |                       |                       |                       |                       |                       |                       |                       |                       |                       |                       |                       |                       |

## Демографія
Згідно з переписом 2010 року, у переписній місцевості мешкало 330 осіб у 175 домогосподарствах у складі 81 родини. Густота населення становила 26 осіб/км².  Було 554 помешкання (43/км²).
Расовий склад населення:
| - 93,9 % — білих - 1,2 % — азіатів - 0,6 % — чорних або афроамериканців - 0,3 % — корінних американців - 1,2 % — осіб інших рас |

До двох чи більше рас належало 2,7 %. Частка іспаномовних становила 3,9 % від усіх жителів.
За віковим діапазоном населення розподілялося таким чином: 11,8 % — особи молодші 18 років, 69,7 % — особи у віці 18—64 років, 18,5 % — особи у віці 65 років та старші. Медіана віку мешканця становила 42,3 року. На 100 осіб жіночої статі у переписній місцевості припадало 120,0 чоловіків;  на 100 жінок у віці від 18 років та старших — 125,6 чоловіків також старших 18 років.
Цивільне працевлаштоване населення становило 54 особи. Основні галузі зайнятості: мистецтво, розваги та відпочинок — 68,5 %, інформація — 31,5 %.